# Karangtengah (Cibadak)
Karangtengah is een bestuurslaag in het regentschap Sukabumi van de provincie West-Java, Indonesië. Karangtengah telt 15.510 inwoners (volkstelling 2010).